# (2927) Alamosa
(2927) Alamosa (1981 TM) – planetoida z pasa głównego asteroid okrążająca Słońce w ciągu 4,03 lat w średniej odległości 2,53 j.a. Odkryta 5 października 1981 roku.